# Escalracho
Panicum repens é uma espécie de planta com flor pertencente à família Poaceae.
A autoridade científica da espécie é L., tendo sido publicada em Species Plantarum, Editio Secunda 1: 87. 1762.
O seu nome comum é escalracho ou alcarnache.
É uma espécie vegetal muito resistente e com propriedades que a tornam indicada para jardins ou zonas públicas em que não é possível realizar um trabalho de manutenção muito cuidado.
Tem um crescimento acentuado nos meses mais quentes e que pode ser potencializado com a rega, alastrando rapidamente e com uma boa capacidade de enchimento das zonas a cobrir. Desenvolve-se através de guias das próprias folhas que nos nós criam raízes que rapidamente crescem e que fixam a planta ao solo. Nos meses mais frios entra como que em hibernação, crescendo pouco mas mantendo habitualmente a cor verde. Nos meses mais quentes em que haja falta de rega tem tendência a secar e a desenvolver-se menos, mas quando é regado de novo recupera rapidamente.
O seu grande crescimento em certas alturas do ano exige um corte regular para se manter agradável e controlado. A sua plantação é feita com o enterrar de pequenas estacas deste tipo de relva no solo, normalmente a uma distância sempre regular para facilitar o crescimento e uniformizar o aspecto do tapete. É fundamental regar bastante nos primeiros dias após a plantação para garantir a pega.

## Portugal
Trata-se de uma espécie presente no território português, nomeadamente em Portugal Continental, no Arquipélago dos Açores e no Arquipélago da Madeira.
Em termos de naturalidade é nativa de Portugal Continental e no Arquipélago da Madeira e introduzida no Arquipélago dos Açores.

## Protecção
Não se encontra protegida por legislação portuguesa ou da Comunidade Europeia.